# Erronea xanthodon
Erronea xanthodon is een slakkensoort uit de familie van de Cypraeidae. De wetenschappelijke naam van de soort is voor het eerst geldig gepubliceerd in 1832 door Sowerby.